# Allianz der Liberalen und Demokraten für Europa in der Parlamentarischen Versammlung des Europarates
Die Allianz der Liberalen und Demokraten für Europa ist eine Fraktion in der Parlamentarischen Versammlung des Europarates (engl. Alliance of Liberals and Democrats for Europe, Parliamentary Assembly of the Council of Europe, ALDE-PACE). In ihr sind liberale und zentristische Politiker vertreten, vor allem auch aus den Mitgliedsparteien der gleichnamigen Europapartei Allianz der Liberalen und Demokraten für Europa. Daneben sind aber auch Politiker sozialdemokratischer, liberalkonservativer und rechtskonservativer Parteien in der Fraktion vertreten.
Der ALDE-PACE gehören derzeit (Stand 23. März 2017) 79 der 626 Mitglieder (einschliessliche Stellvertreter der Parlamentarischen Versammlung an). Aus dem deutschen Sprachraum gehören ihr Politiker der deutschen Grünen, der österreichischen NEOS, der Schweizerischen Volkspartei, der Schweizer FDP.Die Liberalen, der luxemburgischen Demokratischen Partei und der beiden Liechtensteinischen Parteien Vaterländische Union und Fortschrittliche Bürgerpartei an.

## Mitglieder
| Land               | Partei                                         | Europapartei     |
| ------------------ | ---------------------------------------------- | ---------------- |
| Belgien            | Open Vlaamse Liberalen en Democraten           | ALDE             |
| Belgien            | Mouvement Réformateur                          | ALDE             |
| Dänemark           | Venstre                                        | ALDE             |
| Dänemark           | Liberal Alliance                               | –                |
| Estland            | Eesti Keskerakond                              | ALDE             |
| Estland            | Eesti Reformierakond                           | ALDE             |
| Georgien           | Unser Georgien – Freie Demokraten              | ALDE             |
| Georgien           | Georgischer Traum                              | SPE (Beobachter) |
| Georgien           | Vereinte Nationale Bewegung                    | –                |
| Irland             | Fianna Fáil                                    | –                |
| Island             | Fortschrittspartei                             | –                |
| Italien            | Forza Italia                                   | EVP              |
| Italien            | Scelta Civica                                  |                  |
| Italien            | Unabhängige                                    | –                |
| Italien            | Partito Democratico                            | SPE              |
| Luxemburg          | Demokratesch Partei                            | ALDE             |
| Schweden           | Centerpartiet                                  | –                |
| Schweiz            | Schweizerische Volkspartei                     | –                |
| Schweiz            | FDP.Die Liberalen                              | ALDE             |
| Slowenien          | Stranka modernega centra                       | ALDE             |
| Spanien Katalonien | Convergència Democràtica de Catalunya          | ALDE             |
| Spanien            | Ciudadanos                                     | ALDE             |
| Tschechien         | ANO 2011                                       | ALDE             |
| Tschechien         | Úsvit přímé demokracie                         | –                |
| Finnland           | Suomen Keskusta                                | ALDE             |
| Lettland           | Zaļo un Zemnieku savienība                     | –                |
| Spanien Baskenland | Partido Nacionalista Vasco                     |                  |
| Albanien           | Sozialistische Bewegung für Integration        | –                |
| Ukraine            | Selbsthilfe                                    | –                |
| Ukraine            | Block Petro Poroschenko                        | –                |
| Rumänien           | Partidul Mișcarea Populară                     | EVP              |
| Türkei             | Adalet ve Kalkınma Partisi                     | ACRE             |
| Moldau             | Partidul Liberal                               | ALDE             |
| Liechtenstein      | Fortschrittliche Bürgerpartei in Liechtenstein | –                |
| Liechtenstein      | Vaterländische Union                           | –                |
| Bulgarien          | Dwischenie sa Prawa i Swobodi                  | ALDE             |
| Bulgarien          | Bulgarien ohne Zensur                          | –                |
| Litauen            | Darbo partija                                  | ALDE             |
| Litauen            | Lietuvos Respublikos liberalų sąjūdis          | ALDE             |
| Aserbaidschan      | Bürgerliche Solidaritätspartei                 | –                |
| Aserbaidschan      | Azərbaycan Demokratik Maarifçilik Partiyası    | –                |
| Aserbaidschan      | Unabhängige                                    | –                |
| Andorra            | Demòcrates per Andorra                         | –                |
| Andorra            | Partit Liberal d’Andorra                       | ALDE             |
| Serbien            | Dosta je bilo                                  | EKR              |
| Lettland           | Latvijas Reģionu apvienība                     | –                |
| Niederlande        | Volkspartij voor Vrijheid en Democratie        | ALDE             |
| Niederlande        | Democraten 66                                  | ALDE             |
| Österreich         | NEOS                                           | ALDE             |
| Polen              | Nowoczesna                                     | ALDE             |
| Montenegro         | Pozitivna Crna Gora                            | –                |
| Kroatien           | Hrvatska narodna stranka – Liberalni demokrati | ALDE             |
| Armenien           | Armenische Allnationale Bewegung               | ALDE             |
| Monaco             | Union Monégasque                               | –                |